# Lecture labiale
 (juin 2014).
Si vous disposez d'ouvrages ou d'articles de référence ou si vous connaissez des sites web de qualité traitant du thème abordé ici, merci de compléter l'article en donnant les références utiles à sa vérifiabilité et en les liant à la section « Notes et références ».
Pour les articles homonymes, voir Lecture (homonymie).
La lecture labiale consiste à identifier, par l’observation des mouvements de la bouche d’une personne, les sons qu’elle prononce. En effet, pour prononcer un son précis, la bouche doit avoir une forme particulière (ouverture de la bouche, position de la langue, provenance du son, etc.). Les voyelles sont directement identifiables sur les lèvres. L’identification des consonnes est plus complexe (position de la langue, émission du souffle).
Les personnes sourdes ou malentendantes emploient cette méthode, notamment dans une ambiance bruyante. D'ailleurs dans les ambiances très bruyantes, presque inaudibles, l'entendant est très gêné par le bruit et finalement le malentendant s'en sort presque aussi bien.

## Pratique
Un malentendant a un besoin impératif de fixer le visage de son interlocuteur pour l'aider à comprendre les mots, ça ne concerne pas seulement la bouche, mais le visage tout entier (maxillofaciale) et même le corps.
En l'absence de lecture labiale un malentendant doit faire appel à la suppléance mentale, ce qui est infiniment plus fatigant.

## Lecture labiale ou lecture maxillofaciale
On devrait donc plutôt dire lecture maxillo-faciale ou labio-faciale plutôt que labiale (mais ce mot est peu connu). Même si l'on se contente de regarder le visage d'une personne même portant un masque respiratoire (donc cachant la bouche) le reste du visage apporte une aide précieuse à la compréhension, ce qui est également valable lorsqu'un malentendant ne voit que le profil de la personne.

## Langage du corps
Pour aller encore plus loin dans la suite logique, car tout est lié, le langage du corps, ce que les psychologues appellent la communication non verbale, en dit souvent plus que les mots, car il est possible de mentir avec des mots mais il est plus difficile de contrôler son corps. En effet c'est aussi le corps, en particulier le visage et les mains, qui appuie les mots car tout ce qui bouge dans le corps est immédiatement interprété et permet de confirmer le peu de sons entendus.
Les malentendants sont ainsi instinctivement attentifs à la respiration qui rythme la parole. Généralement il n'y a pas de mot prononcé durant l'inspiration mais principalement voir presque exclusivement lors de l'expiration c'est-à-dire qu'il n'y a pas de mot à entendre d'une personne lorsqu'elle gonfle ses poumons.
Et donc un malentendant a toujours besoin de regarder celui qui parle, que ce soit une petite partie de son visage voire son dos, car une personne qui parle en faisant des gestes apporte une aide très précieuse à la compréhension des mots et des phrases.

## En l’absence de lecture labiale
L'absence de lecture maxillofaciale, comme au téléphone par exemple, demande au malentendant une attention énorme à chaque son entendu (phonème) afin que le cerveau les mette en mémoire et qu'instantanément en sortent des mots et des phrases qui ont un sens logique : c'est la suppléance mentale. Cela devient bien plus délicat lors de l'abord des sujets complexes car le cerveau ne peut être simultanément à l'écoute des mots tout en étant totalement absorbé par la compréhension du sujet.

## Limites
La lecture labiale, à elle seule, ne permet pas de tout comprendre car il est admis que seul trente pour cent du message oral émis est perçu par ce biais. Cela dépend de la prononciation du locuteur mais aussi de sa physionomie labiale (bouche lippue, forte barbe, paralysie faciale, etc.) et de sa position (parler en montrant toujours son visage et non pas à contre-jour, etc.). Le reste est compris grâce à la suppléance mentale. Des règles pour bien communiquer existent.
Quand il s'agit de lecture labiale seule, sans le moindre son de voix, sans indice et sans connaître le sujet échangé et donc en l'absence de suppléance mentale, la compréhension est quasi nulle. Il est juste possible de ressentir l'état psychologique exprimé par la personne que ce soit de la joie ou de la tristesse par exemple.
Par contre avec dix pour cent de voix, dix pour cent de lecture labiale et la connaissance du sujet échangé alors la suppléance mentale se met en marche et avec une attention totale, c'est-à-dire à ne pas penser à deux idées en même temps car le sourd a acquis la capacité d'une attention totale, il suffit de quelques secondes pour être totalement concentré sur le sujet. Bien sûr pour un sujet pas trop complexe et en faisant répéter un peu et en reformulant ce qui est compris, la compréhension de l'échange est exponentielle jusqu'à devenir presque correcte soit au moins quatre-vingts pour cent des mots compris. En revanche la perte du son ou de la lecture labiale entraîne irrévocablement à restreindre la compréhension à dix voire peut-être trente pour cent.
Pour un groupe de personnes souvent ensemble comme des collègues de travail, etc., et qui ont envie de bien communiquer, la personne entendante, sans s'en rendre compte, articule et parle lentement, fait de plus en plus de gestes, un peu comme la langue des signes, et cela est une aide énorme pour le sourd.
Et dans le cas d'un couple, il n'est pas rare de se comprendre à « demi-mot » sans entendre réellement les mots dans un contexte bruyant.
Naturellement, ce n'est pas la solution miracle pour comprendre une personne qui parle derrière une vitre ou en l'observant à la jumelle comme certains films d’espionnage se plaisent à le montrer. Sauf pour Astérix dans le célèbre film qui dit, via la lecture labiale, « Obélux par Toutatis redeviens Obélix ». De même, quand le pape se rendit dans la cellule de Mehmet Ali Ağca pour lui accorder son pardon, un gardien fut remplacé par une personne connaissant la lecture labiale afin de surprendre la conversation mais, au moment où le coupable commença à parler, le Pape se pencha et leur échange restera éternellement un secret.
Toutefois, avec énormément d'attention et d'entraînement, dans un film avec le son coupé et en le visualisant maintes et maintes fois, il n'est pas totalement impossible de reconstruire une phrase mot après mot.

## Apprentissage
La lecture labiale n’est pas un « jeu de devinettes » : « lire sur les lèvres » est une méthode qui s’apprend avec un orthophoniste et qui fait appel à la suppléance mentale.
Elle s’apprend surtout spontanément chaque jour sans s’en rendre compte. Un malentendant maîtrise naturellement la lecture labiale, surtout s'il est devenu sourd progressivement ou seulement malentendant depuis longtemps. Il la maîtrise inconsciemment. À titre d'exemple, il suffit de lui demander de fermer les yeux et de lui demander s'il est plus compliqué de comprendre la discussion dans cet état d'esprit. 
Pour apprendre vite lors d’une surdité brutale, l’aide d’un orthophoniste spécialisé est utile. En France elle est remboursée sur prescription médicale justifiée.

## Difficultés
La difficulté provient des sosies labiaux (chapeau-jambon, par exemple) : il est important de préciser au « lecteur » de quel sujet on parle. 
Pour les enfants, elle est souvent associée avec le LPC (Langue française parlée complétée). Le LPC est un codage manuel des sons de la langue française (huit formes manuelles et leurs cinq emplacements près du visage). Le LPC offre à l’enfant une perception complète et sans ambiguïté du français oral.
Lorsque les personnes connaissent les signes de la langue des signes, les locuteurs complètent leur articulation avec les signes des mots prononcés : c’est le français signé. 
D’autres personnes sourdes rejettent la communication orale et font plus appel à la langue des signes, pour diverses raisons : parce que la communication orale leur demande trop d’efforts, mais aussi par choix personnel.

## Ouvrages de référence
- La Lecture labiale, pédagogie et méthode de Jeanne Garric, Ed. Les-éditions-du-Fox